# National Highway 206
National Highway 206 (NH 206) ist eine Hauptfernstraße im Bundesstaat Karnataka im Südwesten des Staates Indien mit einer Länge von 363 Kilometern. Sie beginnt in Tumakuru am NH 4 und verläuft über Arsikere, Bhadravati und Shivamogga nach Honnavar an den NH 17.